# Sommi sacerdoti di Israele

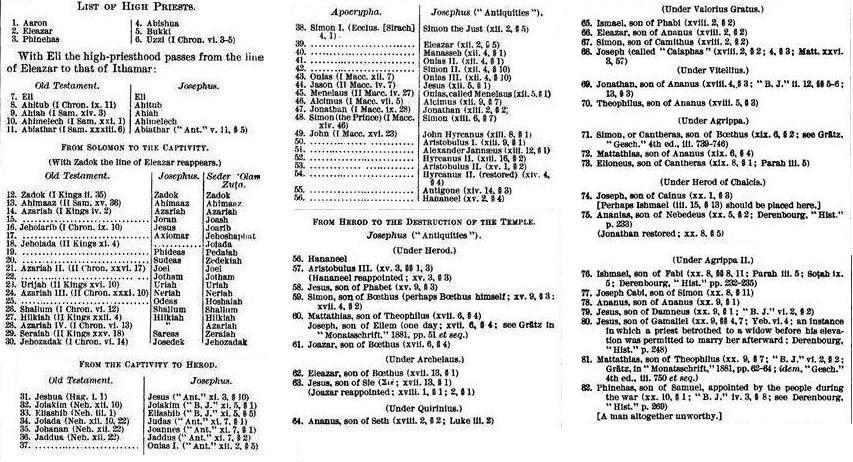
Lista dei Sommi sacerdoti, da Aronne alla distruzione del Secondo Tempio

Lista (in parte tradizionale) dei sommi sacerdoti di Israele fino alla distruzione del tempio di Gerusalemme (70 d.C.) a opera delle legioni dell'imperatore Tito. Questa lista è incompleta, a causa delle lacune presenti nelle fonti.
L'ufficio di sommo sacerdote non passava sempre di padre in figlio. La lista si basa sulla Bibbia e su altre fonti.

## Dall'esodo alla Cattività babilonese
- Aronne, al tempo dell'Esodo dall'Egitto
- Eleazar
- Fineas meglio noto come Pincas
- Abishua
- Bukki
- Uzzi
- Eli, discendente di Itamar
- Ahitub
- Ahijah
- Ahimelech, al tempo di re Saul
- Abiathar, al tempo di re David
- Zadok, al tempo della costruzione del Primo tempio
- Ahimaaz, al tempo di re Salomone
- Azariah, al tempo di re Salomone
- Joash
- Jehoiarib
- Jehosaphat
- Ioiadà (ca. 842-820 a.C.)
- Pediah
- Zedekiah
- Azariah II (ca. 733 a.C.)
- Jotham
- Urijah (ca. 732 a.C.)
- Azariah III (ca. 715 a.C.)
- Hoshaiah
- Il sommo sacerdozio venne meno nei cinquant'anni dell'apostasia di Manasseh
- Shallum
- Azariah III (ca. 630 a.C.)
- Hilkiah (ca. 622 a.C.)
- Azariah IV
- Seriah
- Jehozadak, al tempo della Cattività babilonese e non poté officiare in nessun tempio

## Dopo la Cattività babilonese
- Giosuè (ca. 515-490 a.C.), dopo la costruzione del Secondo Tempio - primo sacerdote della dinastia sadocita
- Joiakim (ca. 490-470 a.C.)
- Eliashib (ca. 470-433 a.C.)
- Joiada (ca. 433-410 a.C.)
- Johanan (ca. 410-371 a.C.)
- Jaddua (ca. 371-320 a.C.), al tempo di Alessandro Magno
- Onias I (ca. 320-280 a.C.)
- Simon I (ca. 280-260 a.C.)
- Eleazar (ca. 260-245 a.C.)
- Manasseh, figlio di Jaddua (ca. 245-240 a.C.)
- Onias II, figlio di Simone (ca. 240-218 a.C.)
- Simon II, figlio di Onias (218-185 a.C.)
- Onias III, figlio di Simon (185-175 a.C.), assassinato nel 170 a.C.
- Giasone (175-172 a.C.), fratello di Onias III - ultimo esponente della dinastia sadocita
- Menelao (172-162 a.C.)
  - Onias IV, scappò in Egitto e costruì un tempio ebraico a Leontopoli (chiuso nel 66 d.C.)
- Alcimo (162-159 a.C.)
- Sconosciuto o vacanza

### Dinastia degli asmonei
- Gionata Maccabeo (153-143 a.C.)
- Simone Maccabeo (142-134 a.C.)
- Giovanni Ircano I (134 a.C.-104 a.C.)
- Aristobulo I (104-103 a.C.)
- Alessandro Ianneo (103-76 a.C.)
- Giovanni Ircano II (76-66 a.C.)
- Aristobulo II (66-63 a.C.)
- Giovanni Ircano II (63-40 a.C.), per la seconda volta
- Antigono II Asmoneo (40-37 a.C.)

### Al tempo della dinastia di Erode e dei romani
- Ananelo (37-36 a.C.)
- Aristobulo III (36 a.C.)
- Ananelo (36-30 a.C.), per la seconda volta
- Joshua ben Fabo (30-23 a.C.)
- Simone Boeto
- Mattatia ben Theofilo
- Joazar ben Beto (4 a.C.)
- Eleazar ben Beto (4-3 a.C.)
- Joshua ben Sie (3 a.C.-6 d.C.)
- Anano ben Seth (6-15)
- Ishmael ben Fabo (15-16)
- Eleazar ben Anano (16-17)
- Simone ben Camito (17-18)
- Caifa (18-36), al tempo di Gesù
- Jonathan ben Anano (36-37)
- Theofilo ben Anano (37-41)
- Simone Cantatera ben Beto (41-43)
- Mattia ben Anano (43)
- Alioneo (43-44)
- Jonathan ben Anano (44), per la seconda volta
- Giuseppe ben Camido (44-46)
- Anania ben Nebedeo (46-52)
- Jonathan (52-56)
- Ismaele ben Fabo (56-62), per la seconda volta?
- Giuseppe Cabi ben Simone (62-63)
- Anano ben Anano (63)
- Joshua ben Damneo (63)
- Joshua ben Gamaliel (63-64)
- Mattatia ben Teofilo (65-66)
- Fannia ben Samuele (67-70), al tempo della prima rivolta giudaica